# Almeirim, Brasilien
Almeirim är en ort i Brasilien.   Den ligger i kommunen Almeirim och delstaten Pará, i den norra delen av landet, 1 700 kilometer norr om huvudstaden Brasília. Almeirim ligger 6 meter över havet och antalet invånare är 20 464.
Terrängen runt Almeirim är platt åt sydväst, men åt nordost är den kuperad. Havet är nära Almeirim söderut. Det finns inga andra samhällen i närheten.
Trakten runt Almeirim är nära nog obefolkad, med mindre än två invånare per kvadratkilometer.